# Mary Villiers, grevinna av Buckingham
Mary Villiers, grevinna av Buckingham, död 1632, var en engelsk hovfunktionär.
Hon var hovdam (lady of the Bedchamber) till Englands drottning Henrietta Maria av Frankrike. 
Hon utsågs till sin tjänst tack vare kungens gunstling George Villiers, 1:e hertig av Buckingham, och hon fick aldrig inflytande över drottningen, som stod i konflikt till Buckingham.
Mary Villiers beskrivs som sin sons stora stöd och anhängare, och är känd för att ha assisterat honom i hans ambitioner. När hennes son uppnådde en maktställning som gunstling, fick hon en maktställning vid hovet, där hon aktivt verkade för att stödja hans maktställning. Vid hovet ogillades hon och beskrevs som högljudd och maktgirig. 